# Natsuki Ikezawa
Natsuki Ikezawa (jap. 池澤 夏樹, Ikezawa Natsuki; * 7. Juli 1945 in Obihiro) ist ein japanischer Schriftsteller.
Der Sohn von Takehiko Fukunaga und Akiko Harajō begann ein Physikstudium, das er Ende der 1960er Jahre abbrach. Von 1972 bis 1975 lebte er in Griechenland und übersetzte dort Werke zeitgenössischer griechischer Lyriker. Nach seiner Rückkehr nach Japan erschien 1978 sein Gedichtband Shio no michi.
Seit den 1980er Jahren betätigte sich Ikezawa hauptsächlich als Prosaautor. Für die Erzählung Das reglose Leben wurde er mit dem Chūōkōron-Nachwuchspreis und Akutagawa-Preis ausgezeichnet, für den Essayband Ende mit Freuden mit dem Yomiuri-Literaturpreis. 2010 erhielt er den Asahi-Preis.
In den 1990er Jahren lebte Ikezawa in Frankreich. In der Zeitschrift Asahi shinbun erschien Shizukana daichi (Die stille Landschaft) als Fortsetzungsroman. Ikezawas Tochter Haruna Ikezawa wurde als Synchronsprecherin bekannt.

## Werke
- Shio no michi (Der Weg des Salzes), 1978
- Mottomo nagai kawa ni kansuru kōsatsu (In Anbetracht des längsten Flusses), 1982
- Natsu no asa no seisōken (Die Stratosphäre eines Sommermorgens), 1984
- Stiru raifu (Das reglose Leben), 1987 (Chūōkōron Shinjin Shō und Akutagawa-Preis)
- Mahiru no puriniusu (Plinius am Mittag), 1989
- Hone wa sango, me wa shinju (Knochen aus Korallen, Augen aus Perlen), 1989
- Haha naru shizen no oppai (Ende mit Freuden), 1992, (Yomiuri-Literaturpreis)
- Minami no shima no tio (Tio von der südlichen Insel), 1992
- Mashiasu giri no shikkyaku, 1993 (Tanizaki-Jun’ichirō-Preis)
  - dt. Aufstieg und Fall des Macias Guili, übersetzt von Otto Putz, be.bra Verlag, Berlin 2002, ISBN 9783861245407
- Tanoshii shūmatsu (Erfreuliches Ende), 1999 (Itō-Sei-Literaturpreis)
- Hana o hakobu imōto (Die Schwester, die Blumen bringt), 2000 (Mainichi-Kulturpreis)
  - dt. Schwere Blumen, übersetzt von Sabine Mangold, Abera Verlag, Hamburg 2014, ISBN 9783939876168